# 首都高速6号三郷線
首都高速6号三郷線（しゅとこうそく6ごうみさとせん）は、東京都葛飾区の小菅ジャンクション（JCT）で中央環状線と分岐し埼玉県三郷市の三郷JCTに至る首都高速道路の路線である。
法定路線名は東京都道・埼玉県道243号高速足立三郷線（中央環状線千住新橋出入口が起点）。
埼玉県内に乗り入れる首都高速道路としては初の路線となった。埼玉県内も通る路線だが、全線が東京外環自動車道以南であるため、東京線扱いである。
最高速度は、小菅JCT - 加平は60 km/h、加平 - 三郷JCTは80 km/hである。

## 接続高速道路
- 首都高速中央環状線（小菅JCTで接続）
- E6 常磐自動車道（三郷JCTで接続）
- C3 東京外環自動車道（三郷JCTで接続）

## 出入口など
| 出入口 番号                                                  | 施設名       | 接続路線名          | 起点 から (km) | 備考                                 | 所在地 | 所在地 |
| ------------------------------------------------------------ | ------------ | ------------------- | -------------- | ------------------------------------ | ------ | ------ |
| 中央環状線 堀切・葛西方面                                    |              |                     |                |                                      |        |        |
| -                                                            | 小菅JCT      | 中央環状線          | 0.0            |                                      | 東京都 | 葛飾区 |
| 651                                                          | 加平出入口   | 環七内回り          | 2.2 2.3        | 銀座・湾岸線方面出入口 入口はETC専用 | 東京都 | 足立区 |
| -                                                            | 加平PA       | -                   | 2.2 2.3        | 常磐道・三郷方面                     | 東京都 | 足立区 |
| 652                                                          | 加平出入口   | 環七外回り          | 2.2 2.3        | 常磐道・三郷方面出入口 入口はETC専用 | 東京都 | 足立区 |
| 653                                                          | 加平出入口   | 環七外回り          | 2.2 2.3        | 銀座・湾岸線方面出入口 入口はETC専用 | 東京都 | 足立区 |
| 654                                                          | 加平出入口   | 環七内回り          | 2.2 2.3        | 常磐道・三郷方面出入口 入口はETC専用 | 東京都 | 足立区 |
| 655                                                          | 八潮南出入口 |                     | 5.2            | 銀座・湾岸線方面出入口               | 埼玉県 | 八潮市 |
| 656                                                          | 八潮南出入口 | 八潮三郷線          | 6.1            | 常磐道・三郷方面出入口               | 埼玉県 | 八潮市 |
| -                                                            | 八潮PA       | -                   |                | 銀座・湾岸線方面                     | 埼玉県 | 八潮市 |
| -                                                            | 八潮TB       | -                   |                | 銀座・湾岸線方面                     | 埼玉県 | 八潮市 |
| 657                                                          | 八潮出入口   | 八潮三郷線          | 7.1            | 銀座・湾岸線方面出入口               | 埼玉県 | 八潮市 |
| 661W 661E                                                    | 三郷出入口   | 国道298号           | 10.2           | 銀座・湾岸線方面出入口               | 埼玉県 | 三郷市 |
| -                                                            | 三郷JCT      | C3 東京外環自動車道 | 10.2           |                                      | 埼玉県 | 三郷市 |
| E6 常磐自動車道 谷和原・つくば・水戸・ひたちなか・いわき方面 |              |                     |                |                                      |        |        |

## 歴史
- 1985年（昭和60年）1月24日 : 小菅JCT - 三郷JCTが開通、全線開通。

## 交通量
24時間交通量（台）　道路交通センサス
| 区間                      | 平成17（2005）年度 | 平成22（2010）年度 | 平成27（2015）年度 |
| ------------------------- | ------------------ | ------------------ | ------------------ |
| 小菅JCT - 加平出入口      | 93,708             | 106,235            | 103,440            |
| 加平出入口 - 八潮南出入口 | 93,708             | 100,608            | 96,409             |
| 八潮南出入口 - 八潮出入口 | 93,708             | 91,525             | 87,031             |
| 八潮出入口 - 三郷出入口   | 93,708             | 88,347             | 83,286             |
| 三郷出入口 - 三郷JCT      | 93,708             | 88,347             | 83,286             |

（出典：「平成22年度道路交通センサス」・「平成27年度全国道路・街路交通情勢調査」（国土交通省ホームページ）より一部データを抜粋して作成）
- 令和2年度に実施予定だった交通量調査は、新型コロナウイルスの影響で延期された[1]。

## 渋滞ポイント
首都高速道路の中でも3号渋谷線や4号新宿線、6号向島線と並んで渋滞が発生しやすい路線である。渋滞は小菅JCTと堀切JCTでの連続合分流（中央環状線からの車が合流する）のため発生しやすい。小菅JCT - 堀切JCT間は、6号三郷線・6号向島線と中央環状線とが完全に重複している。同区間は内回り・外回り共に、3車線から4車線化されたが、6号線同士と中央環状線同士を結ぶ動線は平面合流しており、4車線であっても織り込みが発生する。
この為、この区間の混雑は激しく、湾岸線の辰巳JCT - 葛西JCT間に次いで首都高速第2位の混雑区間となっているが、2018年6月2日に東京外環自動車道の高谷JCTの供用開始によって、渋滞の長さは緩和傾向にある。

## ギャラリー

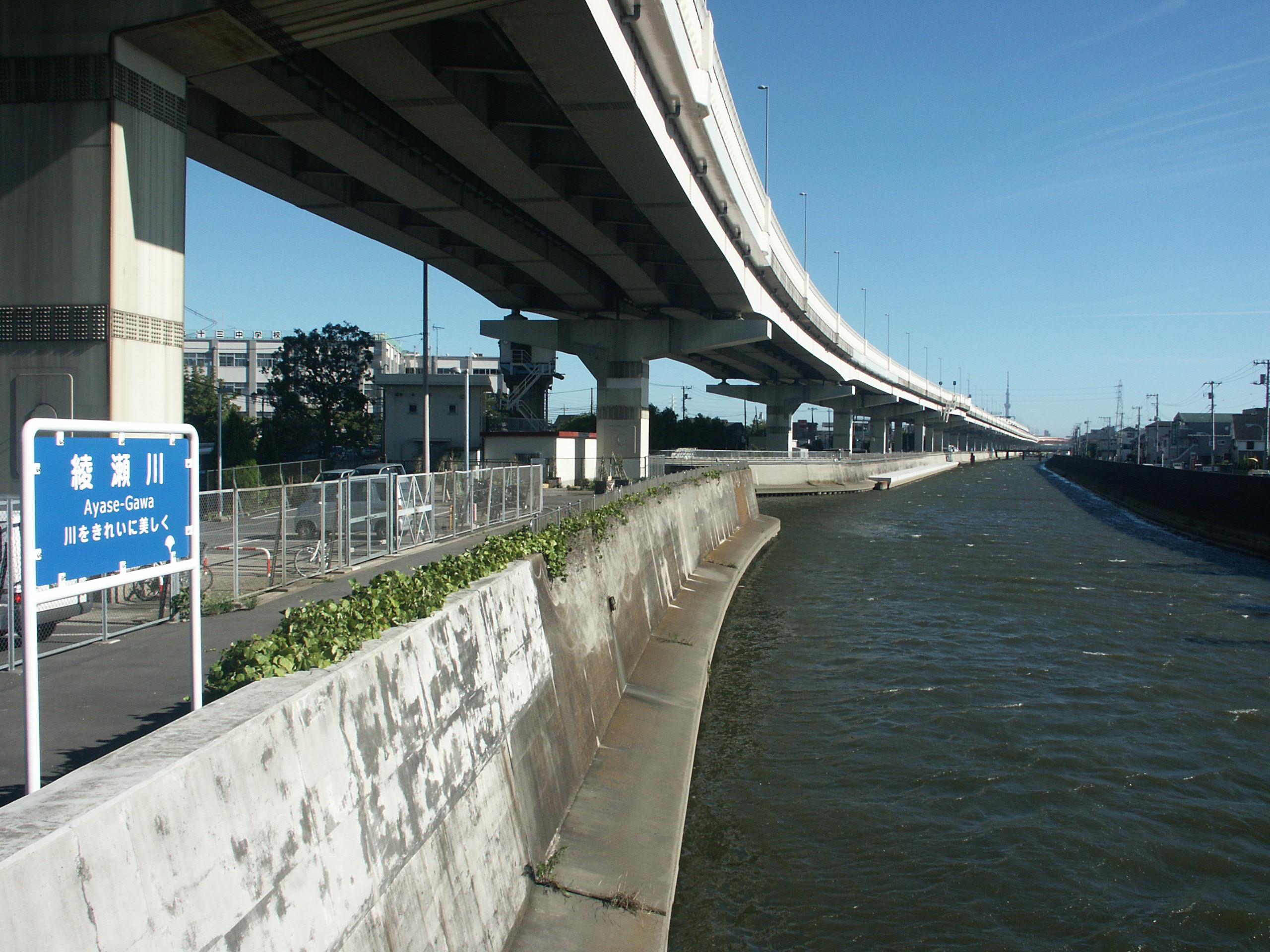
綾瀬川と並行している（足立区内）
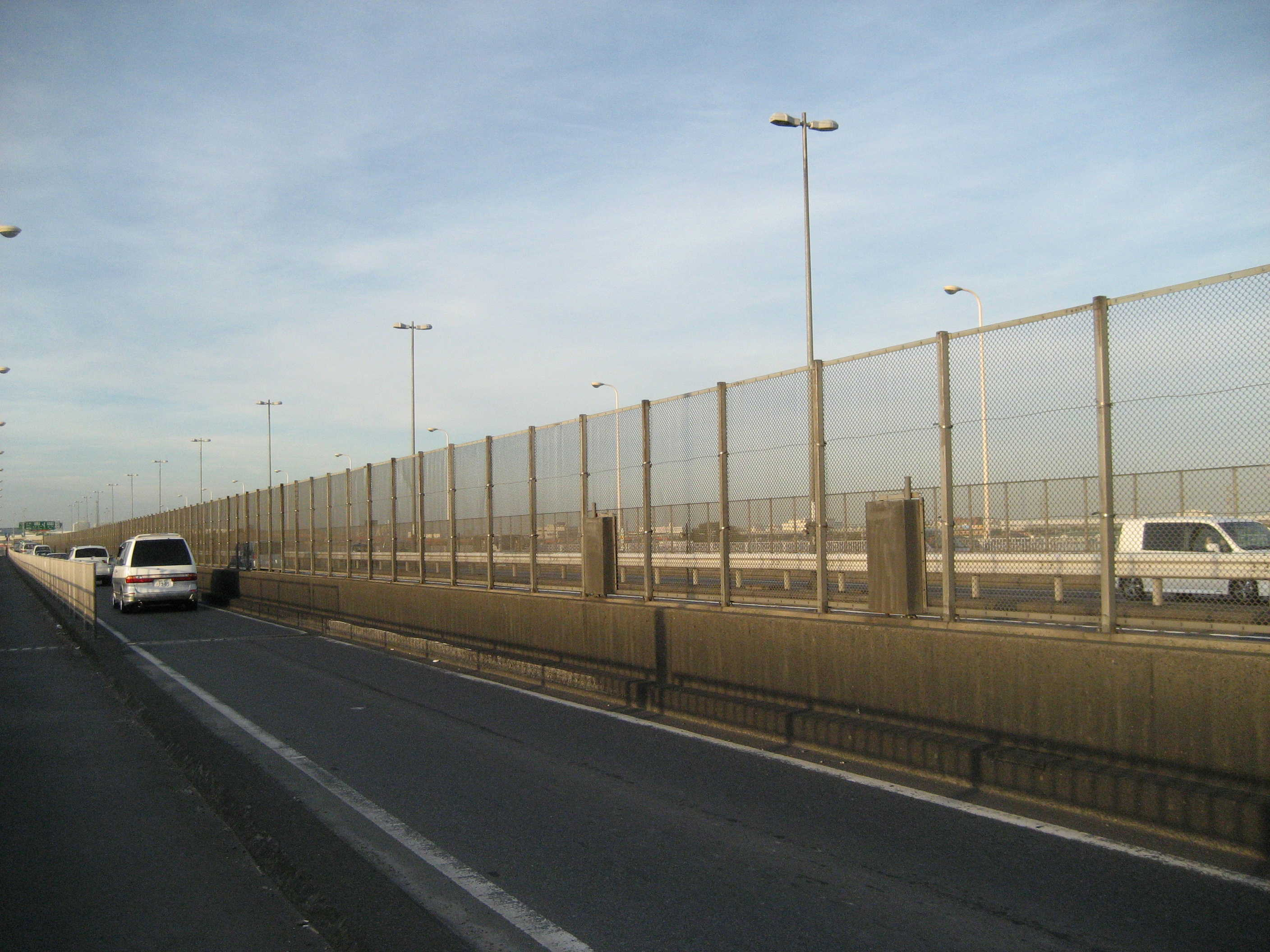
八潮三郷線共和橋付近（フェンスの奥が本線）
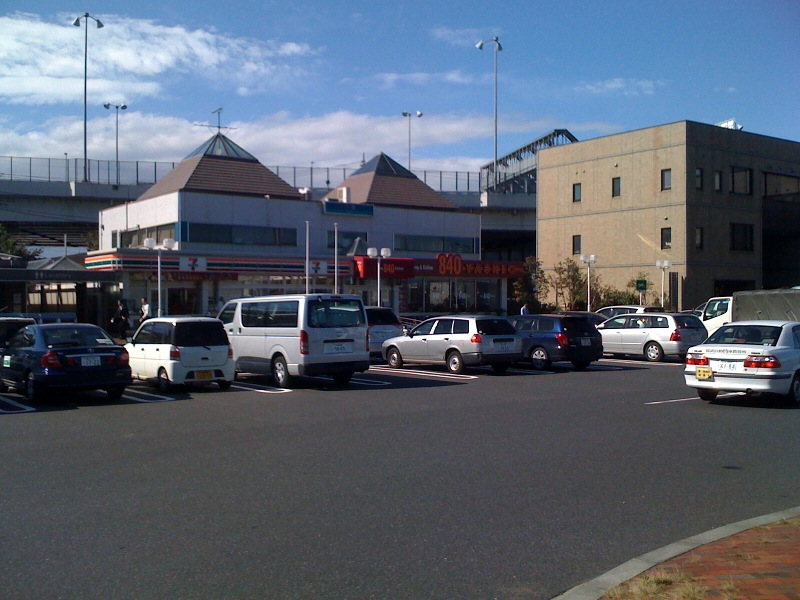
八潮パーキングエリア（埼玉県八潮市）
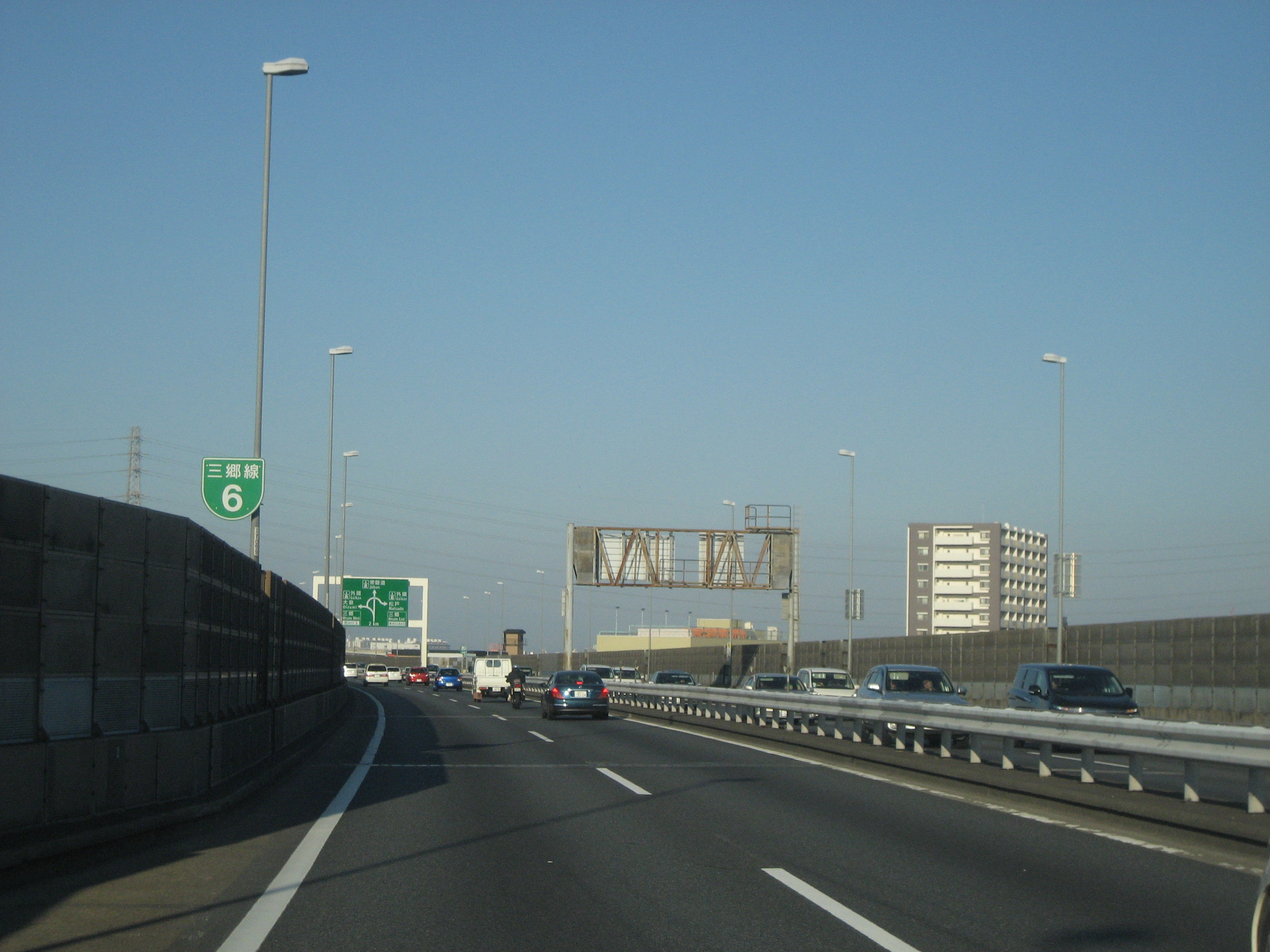
八潮 - 三郷間